# ودیعه نذری
ودیعه نذری (انگلیسی: Votive offering) یک یا چند شی است که بدون قصد بازیابی یا استفاده در یک مکان مقدس برای اهداف دینی سپرده می‌شود. چنین اقلامی از ویژگی‌های جوامع مدرن و باستانی است و عموماً برای جلب توجه نیروهای فراطبیعی ساخته می‌شوند.